# 神户园
39°05′00″N 117°09′57″E / 39.0834°N 117.1657°E神户园，建于1989年，位于中华人民共和国天津市南开区水上公园内，是由日本神户市出资修建的日式园林。

## 历史
1988年9月22日，为了纪念天津市与神户市结为友好城市十五周年，在水上公园举行神户园奠基仪式。神户园由神户市出资1亿日元，以神户市布局为基本框架修建，象征两市友好，并以此作为1985年天津市在日本神户市立森林植物园内修建“天津林”的回赠。1990年，时任神户市市长的笹山幸俊曾到天津水上公园参观神户园。2007年8月，曾有天津市民投书《天津日报》反映神户园内有散养家禽，有碍观赏的问题，呼吁管理部门尽快解决。